# 越美北線
越美北線（日语：／ Etsumihoku sen */?）是一條連結福井縣福井市越前花堂站至同縣大野市九頭龍湖站的西日本旅客鐵道（JR西日本）鐵路線（地方交通線），愛稱「九頭龍線」（九頭竜線）用於福井站等旅客資訊上。

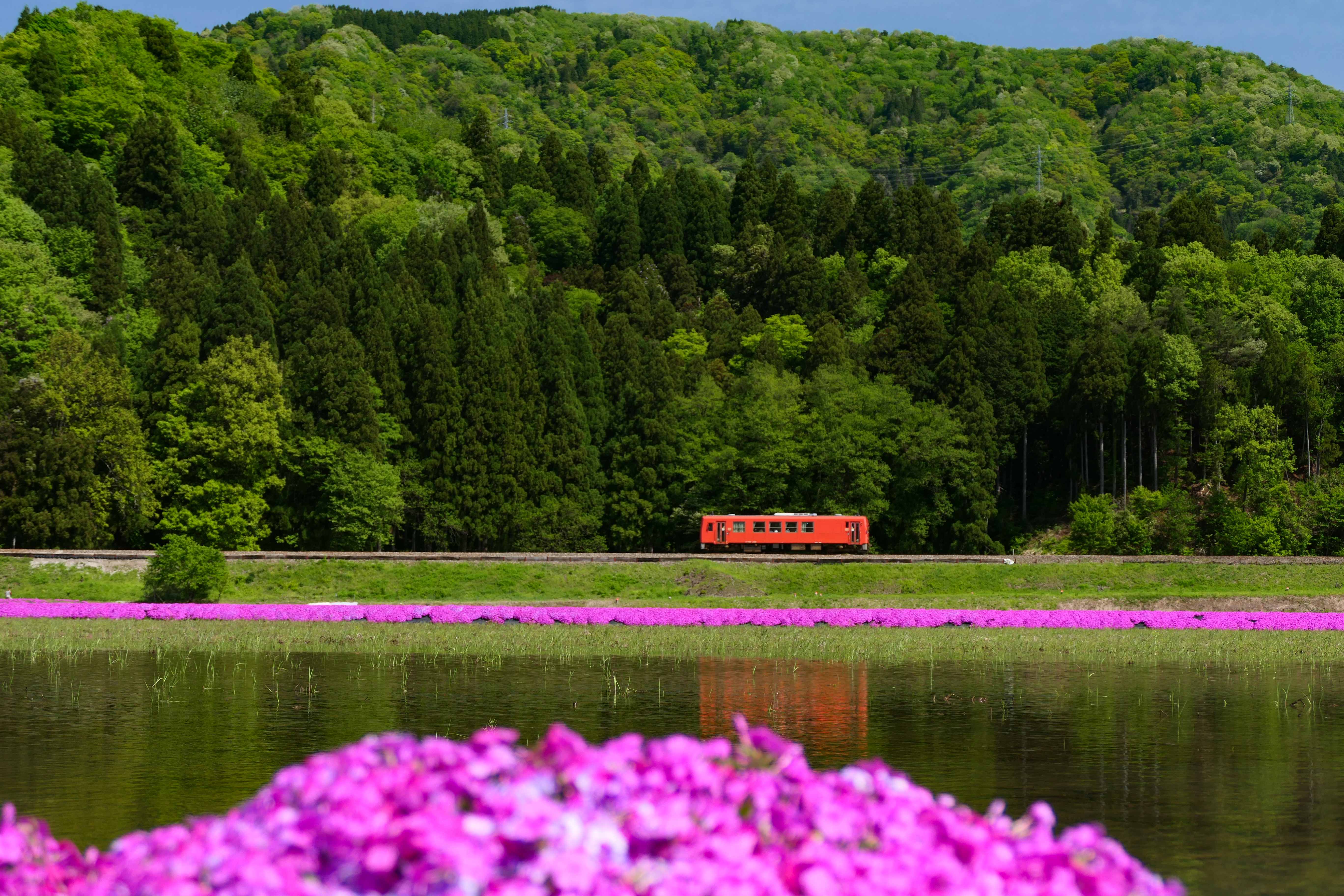
計石站至牛原站間的KiHa 120型柴聯車 (2022年4月)

## 概要
越美北線在建設時是連接福井站與岐阜縣美濃太田站的越美線一部分。由於國鐵財務狀況不佳，南北兩線間約20公里的銜接路段停工。之後福井縣側維持為國鐵營運路線，岐阜縣側則在1986年12月11日轉為長良川鐵道越美南線，兩方無法連通。日本國有鐵道（國鐵）時代，國鐵巴士開設連結大野市大野三番與越美南線美濃白鳥站的大野線。國鐵分割民營化後，越美北線由JR西日本接管，因並行公路在冬季時常積雪而中斷，故本線雖旅客數少，在國鐵時期就被列為赤字83線，但獲保留而未停駛廢線。JR東海巴士曾開設九頭龍湖站至美濃白鳥站的季節巴士，但已於2002年廢止。
1974年以前，京福電氣鐵道越前本線（現在的越前鐵道勝山永平寺線）可至大野三番的京福大野站。該路線廢除以後越美北線成為唯一來往大野市的鐵道路線。
國鐵時代，貨物站南福井站至越前花堂站間是越美北線與北陸本線的重複區間。國鐵分割民營化後，越美北線起點改成越前花堂站，解除重複區間。現在，越美北線的越前花堂站是與北陸本線的分岐點，但實際分岐點是在南福井站內。
1960年最初區間通車時，由於有許多同名車站存在，因此多冠上福井縣北部的舊國名「越前」。
全線由金澤支社的福井地域鐵道部管轄，是福井縣內唯一的非電氣化旅客線。
越前大野站至九頭龍湖站間的閉塞方式採用單票閉塞式。2018年現在還採用單票閉塞式的其他JR路線僅剩札沼線石狩月形站至新十津川站間（此段扎沼线已于2020年5月7日废止）以及名松線家城站至伊勢奧津站間。

### 路線資料
- 管轄（事業類別）：西日本旅客鐵道（第一種鐵道事業者）
- 路線距離（營業距離）：52.5公里
- 軌距：1,067毫米
- 站數：22個（包括起終點站）
  - 所有車站都屬於越美北線，越前花堂站由於歷史原因，不屬於北陸本線而屬於越美北線[1][2]。
- 複線路段：沒有（全線單線）
- 電氣化路段：沒有（全線非電氣化（日语：非電化））
- 閉塞方式：
  - 越前花堂站－越前大野站間：特殊自動閉塞式（軌道回路檢知式）
  - 越前大野站－九頭竜湖站間：Staff閉塞式
- 運轉指令所（日语：運転指令所）：金澤綜合指令所（福井地域鐵道部越美北線CTC）
- 最高速度：85公里/小時
- 平均通過人員（平成27年度）：458人/日[3]

## 運行形態
除了臨時列車，越美北線只行駛普通列車。本線沒有以越前花堂站為起訖站的班次，除了越前大野站至九頭龍湖站間的一往返班次以外，全列車皆延駛至福井站。2023年時間表改正時，每日福井站與越前大野站間有班次由九班往返減至7.5往返（往福井方向較往大野方向少一班），其中四班為至越前大野站的區間車；至於由九頭龍湖站開出的班次則為每天五班，全部皆直通至福井幸鐵道的福井站。由於班次稀疏，首兩班九頭龍湖站開出的班次相距可達5小時13分。
原則上實施一人控制，尖峰時刻與活動期間會增派車掌。
每月會進行一次白天時段停駛，2011年度起實施振替輸送（越前花堂站等部分車站外採用巴士代行）。
2001年3月3日改點以前，福井站至越前大野站間有快速定期班次。當時的快速班次停靠福井站、越前東鄉站、市波站、美山站、越前大宮站、北大野站。
九頭龍新綠緑祭的5月中旬周六日，以及九頭龍紅葉祭的10月最後一個周六日會行駛臨時快速列車，但每年的運行班次與區間、停靠站有所差異。
福井市與大野市之間的公共交通，除了越美北線以外還可利用京福巴士。

### 臨時列車「奧越」
1980年10月至1997年1月，黃金周與九頭龍新綠祭的5月中旬周六日、盂蘭盆節、九頭龍紅葉祭的10月最後週六日、新年等其間會運行臨時快速列車「奧越」。最後運行日的停靠站如下。
- 福井站 - （越前花堂站） - 越前東鄉站 - 市波站 - 美山站 - 越前大野站 - （越前田野站） - （越前富田站） - （下唯野站） - （柿島站） - 勝原站 - （越前下山站） - 九頭龍湖站
  - （　）僅停靠上行列車

2007年6月30日與7月1日，為了紀念全線復駛，開行臨時普通列車「奧越」一班次往返福井站至越前大野站。

## 輸送密度
- 1987年度（昭和62年度） - 772人/日[6]
- 2012年度（平成24年度） - 502人/日
- 2013年度（平成25年度） - 493人/日[7]
- 2014年度（平成26年度） - 463人/日[8]
- 2015年度（平成27年度） - 458人/日[3]
- 2016年度（平成28年度） - 423人/日[6]

## 車站列表
為方便起見，由越前花堂側所有列車直通的福井站的路段開始記載。
- 站名 … （貨）：貨物專用站（越美北線沒有貨物處理）
- 所有列車普通列車（停靠所有車站）
- 軌道（越美北線全線單線） … ◇、∨：可列車交會，｜：不可列車交會，∥：複線（北陸本線內）
- 所有車站都位於福井縣內

| 路線名             | 中文站名       | 日文站名 | 英文站名 | 站間營業距離 | 越前花堂起計 營業距離 | 接續路線 | 軌道   | 所在地 |
| ------------------ | -------------- | -------- | -------- | ------------ | --------------------- | --- | ------ | ------ |
| Hapi-line Fukui 線 | 福井           |          |          | -            | 2.6                   | 福井幸福鐵道：Hapi-line Fukui線（小松方向） 越前鐵道：勝山永平寺線、三國蘆原線 福井鐵道：福武線 （福井站前） | ∥      | 福井市 |
| Hapi-line Fukui 線 | （貨）南福井） |          | /        | 1.8          | 0.8                   | （北陸本線的貨物站。與北陸本線的實際分岔點）                                                                 | ∨      | 福井市 |
| Hapi-line Fukui 線 | 越前花堂       |          |          | 0.8          | 0.0                   | 福井幸福鐵道：Hapi-line Fukui線（敦賀方向）                                                                  | ｜     | 福井市 |
| 越美北線           | 越前花堂       |          |          | 0.8          | 0.0                   | 福井幸福鐵道：Hapi-line Fukui線（敦賀方向）                                                                  | ｜     | 福井市 |
| 六條               |                |          | 2.3      | 2.3          |                       | ｜ |        | 福井市 |
| 足羽               |                |          | 1.4      | 3.7          |                       | ｜ |        | 福井市 |
| 越前東鄉           |                |          | 2.0      | 5.7          |                       | ｜ |        | 福井市 |
| 一乘谷             |                |          | 2.6      | 8.3          |                       | ｜ |        | 福井市 |
| 越前高田           |                |          | 3.1      | 11.4         |                       | ｜ |        | 福井市 |
| 市波               |                |          | 1.2      | 12.6         |                       | ｜ |        | 福井市 |
| 小和清水           |                |          | 2.0      | 14.6         |                       | ｜ |        | 福井市 |
| 美山               |                |          | 2.9      | 17.5         |                       | ◇ |        | 福井市 |
| 越前藥師           |                |          | 2.0      | 19.5         |                       | ｜ |        | 福井市 |
| 越前大宮           |                |          | 2.7      | 22.2         |                       | ｜ |        | 福井市 |
| 計石               |                |          | 2.2      | 24.4         |                       | ｜ |        | 福井市 |
| 牛原               |                |          | 3.2      | 27.6         |                       | ｜ | 大野市 |        |
| 北大野             |                |          | 1.8      | 29.4         |                       | ｜ | 大野市 |        |
| 越前大野           |                |          | 2.0      | 31.4         |                       | ◇ | 大野市 |        |
| 越前田野           |                |          | 2.9      | 34.3         |                       | ｜ | 大野市 |        |
| 越前富田           |                |          | 1.4      | 35.7         |                       | ｜ | 大野市 |        |
| 下唯野             |                |          | 3.1      | 38.8         |                       | ｜ | 大野市 |        |
| 柿島               |                |          | 1.0      | 39.8         |                       | ｜ | 大野市 |        |
| 勝原               |                |          | 2.5      | 42.3         |                       | ｜ | 大野市 |        |
| 越前下山           |                |          | 6.5      | 48.8         |                       | ｜ | 大野市 |        |
| 九頭龍湖           |                |          | 3.7      | 52.5         |                       | ｜ | 大野市 |        |

1. ↑  越前鐵道三國蘆原線的正式起點是福井口站，但所有列車都在福井站發着。

## 延伸閱讀
- 川島令三編著『中部ライン - 全線・全駅・全配線』5 米原駅 - 加賀温泉駅、講談社、2010年。ISBN 978-4-06-270065-8。
- バスマガジン12号 - 「JR BUS PRESS」

## 外部連結
- Let's乗車！越美北線 （页面存档备份，存于） - 大野市
- JR越美北線 - 福井県
- 特集・川と走る越美北線 - 福井新聞